# Kloster und Hospital Nenagh

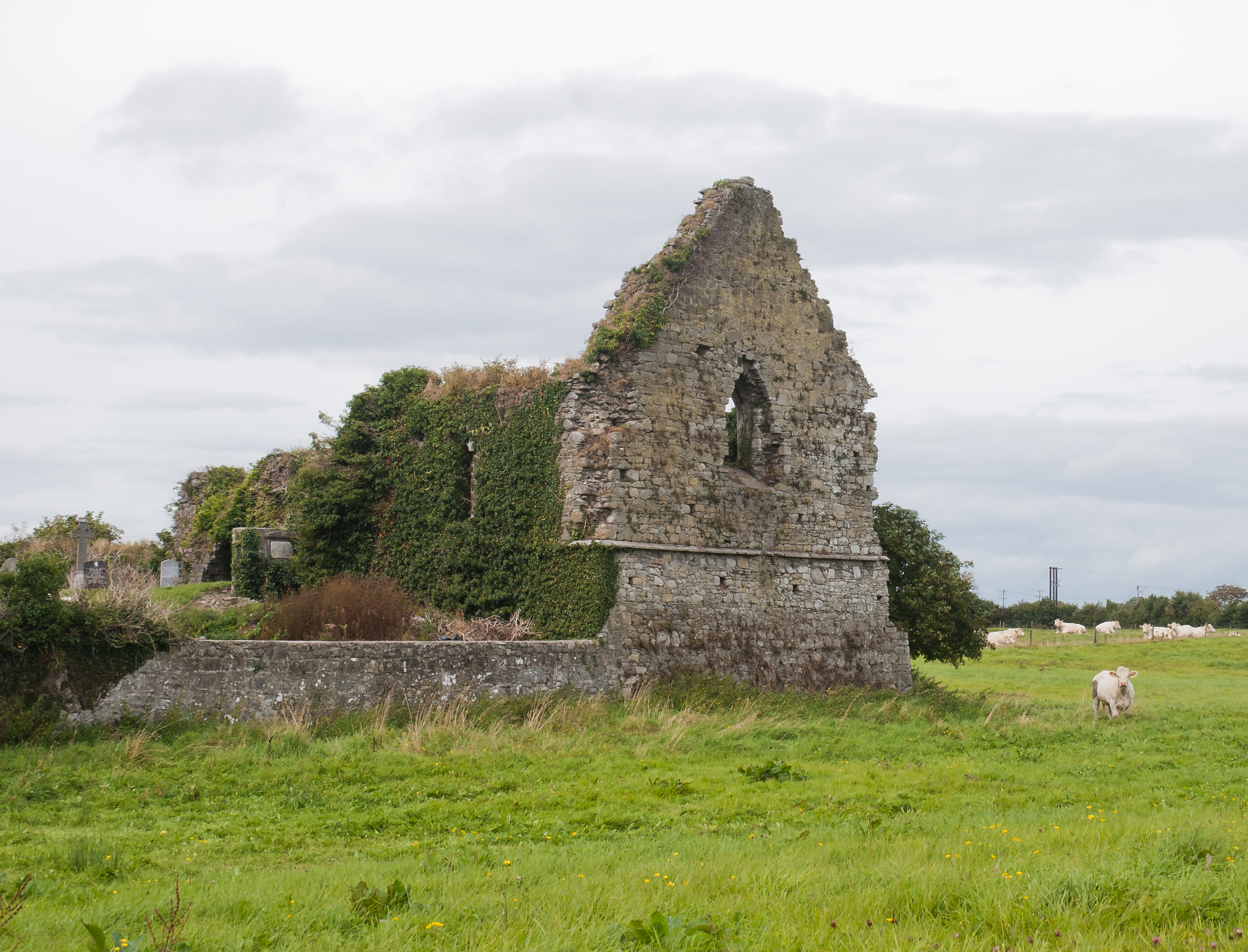
Außenansicht des Chors

Das Kloster und Hospital Nenagh (englisch Nenagh Priory and Hospital, Priory and Hospital of St. John the Baptist) wurde von Theobald Butler um 1200 als ein Johannes dem Täufer geweihtes Priorat der Kreuzherren in der Diözese Killaloe vor den Toren Nenaghs im Townland Tyone (irisch Tigh Eoin, „Johannes’ Haus“) gegründet. Das Haus wurde um 1541 im Zuge der Reformation säkularisiert und 1551 endgültig aufgehoben.  Der Besitz fiel an Oliver Grace und blieb in seiner Familie bis zur Rückeroberung Cromwells. Im 19. Jahrhundert wurde in der Nähe ein Krankenhaus nach dem Armengesetz errichtet, das 1938 durch den Neubau des regionalen Krankenhauses ersetzt wurde.

## Geschichte
Das erste Haus der Kreuzherren in Irland entstand in Dublin noch vor der 1188 erfolgten päpstlichen Bestätigung durch Clemens III. Die Gründung wurde von Ailred initiiert, der als Pilger in Akkon die italienischen Kreuzherren kennengelernt hat. Zwar ist unklar, ob damals bereits eine formale Verbindung zu den italienischen Kreuzherren existierte oder in welcher Form sie später genau bestand, aber R. Neville Hadcock hält es für wahrscheinlich, dass dies wohl noch vor 1216 erfolgte. Der Orden fand danach in Irland rasch Verbreitung in den Herrschaftsgebieten der englischen Invasion. Nach Dublin folgten wohl zuerst Dundalk, New Ross, Athy, Kells und Kilkenny, bevor Theobald Butler um 1200 das Kloster und Hospital bei Nenagh gründete, das er unmittelbar zuvor von den Uí Chennétigs (anglisiert: O’Kennedys) erobert hatte.

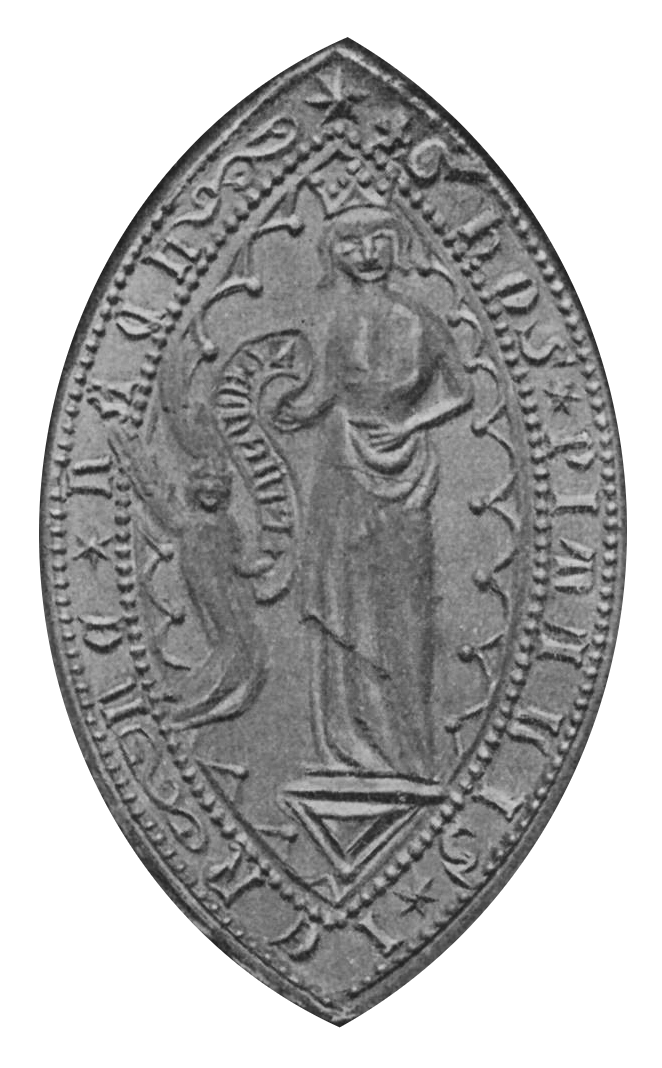
Wachsabdruck des aus dem 13. Jahrhundert stammenden Siegels des Hospitals mit der Inschrift ✚ S HOS PITALIS IER NE NAGH, wobei „IER“ für Jerusalem steht und die Verbindung zum Kreuzherrenorden andeutet.

Der Text der undatierten Gründungsurkunde ist nur als Kopie innerhalb einer Verpflichtungserklärung des Konvents erhalten. Darin werden zunächst die gestifteten Ländereien aufgezählt, wozu insgesamt sechs Carucatae und 40 Acre in Kilkeary, anderthalb Carucatae bei Kilkeary und vier Carucatae und 40 Acre in weiteren Orten zählen. Danach wird ausgeführt, dass dies genügen sollte, um dreizehn gebrechliche Gäste zu versorgen. Den Kreuzherren wurde das Recht gewährt, ihren Prior selbst zu wählen. Sie durften in den ihnen gehörenden Ländereien Fischfang betreiben und Mühlen errichten.
Kilkeary war zunächst eine im 7. Jahrhundert erfolgte Gründung Ciars, die zu den drei heiligen Jungfrauen der Múscraighe zählte, einer Herrscherfamilie, die auch in der Region um Nenagh siedelte. In Kilkeary befindet sich die Ruine einer Kirche, deren Ursprünge auf Ciars Nonnenkloster zurückgehen sollen. Bei einigen Häusern der irischen Kreuzherren sind auch klösterliche Gemeinschaften mit Schwestern belegt. Gleeson hält es für denkbar, dass in Kilkeary noch vorhandene Strukturen für Nonnen verwendet wurden. Es gibt jedoch keine Belege hierfür.
Weitere Stiftungen sind für die Zeit um 1220 und für den 26. April 1331 überliefert. Die Stiftung von 1220 umfasst nur Ländereien, die nicht in der Region liegen. In der Vereinbarung von 1331 gab das Kloster den Besitz an dem Townland Ballygasheen zurück, das James Butler, Earl of Ormond, für ein Tausch mit Stephen de Marisco benötigte. Bis zu dieser Zeit war die Herrschaft der Familie Butler unangefochten. Die von der Herrschaft verdrängten Uí Chennétigs kooperierten mit den Butlers und gründeten selbst ein Haus der Franziskaner in unmittelbarer Nähe.
Obwohl die Invasion durch Edward Bruce zu Beginn des 14. Jahrhunderts abgewehrt war und die irischen Aufstände zunächst abebbten, wurde die vorherige Prosperität nicht mehr erreicht. Das Vertrauen zwischen dem englischen König Eduard III. und den führenden Herrschern Irlands, zu denen auch James Butler gehörte, war so sehr gestört, dass eine Kündigung aller seit 1307 vergebenen Lehen in Irland ernsthaft in Erwägung gezogen wurde. Die Konflikte der englischen Lords in Irland untereinander und der Widerstand gegen die Krone gaben Raum für neue irische Aufstände, an denen sich auch die Uí Chennétigs beteiligten. Die Annalen der Franziskaner in Nenagh berichten 1342 von einem Überfall unter der Leitung von Domhnall Uí Chennétig auf das Hospital, bei dem fünf Kreuzherren getötet und die Gebäude niedergebrannt wurden. Weihnachten 1347 überfiel und verwüstete Domhnall Uí Chennétig die Stadt Nenagh. An einen Wiederaufbau war zunächst nicht zu denken. James Butler verstarb unmittelbar danach im Jahr 1348, seinen siebenjährigen Sohn als Erben hinterlassend. Der Untersuchungsbericht zum hinterlassenen Erbe stellte fest, dass die Pachtzahlungen in der Region um Nenagh längst eingestellt worden sind, weil das Land verwüstet ist und Krieg herrscht. Zu diesem Zeitpunkt hatten die Uí Chennétigs ihr altes Herrschaftsgebiet wieder zurückgewonnen und die Engländer hatten sich südwärts bis nach Thurles zurückgezogen. Daran änderte sich auch nichts, als Domhnall Uí Chennétig am 28. März 1348 gefangen genommen und am 2. Juni in Thurles hingerichtet wurde. Noch Ende desselben Jahres erreichte der schwarze Tod Nenagh und forderte weitere Opfer. Aus einer 1365 an Papst Urban V. eingereichten Petition geht hervor, dass zu diesem Zeitpunkt dem Hospital in Nenagh nur zwei Kreuzherren angehörten.

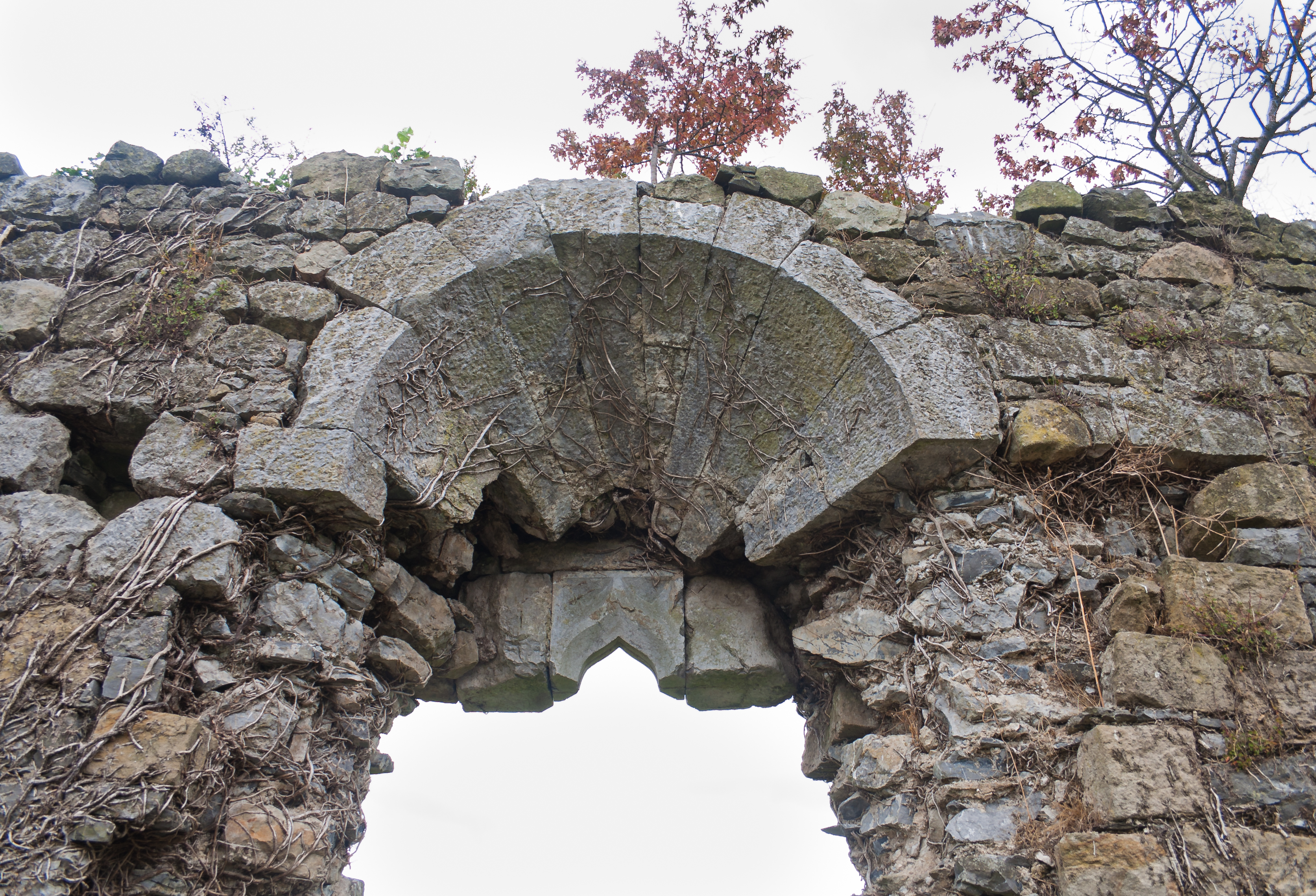
Reste eines auf das Ende des 15. oder Anfang des 16. Jahrhunderts datierbaren Nordfensters im Langschiff, bei dem sich noch der kielbogenförmige Abschluss eines Lanzettfensters erkennen lässt, das sich weit nach innen öffnet und dessen Laibung nach oben hin halbkreisförmig abgeschlossen ist; eine Fensterform, die im 15. Jahrhundert in Irland vielfache Verbreitung fand.

Trotz der schweren Zeit und der Abwesenheit der Butlers bestand das Haus weiterhin. Bezüglich der Aufnahme von Iren in das Kloster kam es zum Streitfall, da die Statuten des Klosters dies nicht zuließen. Erst eine Entscheidung (des erst später als Gegenpapst angesehenen) Johannes XXIII. setzte durch, dass 1414 der irische Dominikaner Dermit O'Haugh zu dem Orden der Kreuzherren wechseln und das Amt als Prior übernehmen durfte. Nachdem die Iren das Kloster übernommen hatten, erfolgte im 15. Jahrhundert ein sehr notdürftiger Wiederaufbau der Ruinen. Die heute noch zu sehenden Reste der Anlage gehen auf diese Zeit zurück. Es kam aber zu einigen Missständen, die zu weiteren päpstlichen Interventionen führten. 1441 wurde der Prior Cornelius Macgillapoil durch den augustinischen Chorherren des Klosters Aghmacart Maurice O’Kennedy der Simonie und des Zusammenlebens mit einer Konkubine beschuldigt. Papst Eugen IV. wies den Bischof von Killaloe an, sich die Anklage anzuhören und eine Entscheidung zu fällen. In einer späteren Beschwerde kam zum Ausdruck, dass Maurice O’Kennedy nach einer angeblichen Wahl zum Prior das Kloster in Beschlag genommen hätte. Eugen IV. heilte dies 1443 nachträglich und bestätigte ihn als Prior. Zu weiteren päpstlichen Eingriffen mit der Konsequenz, dass ein Prior ersetzt werden musste, kam es 1474 und 1479.
Zu Beginn des 16. Jahrhunderts änderten sich wiederum die Machtverhältnisse und die Burg in Nenagh wechselte von den O’Kennedys wieder an die Familie Butler, vertreten durch Piers Ruadh Butler, dem späteren Earl of Ossory. Im Rahmen der Reformation wurde das Kloster 1541 oder 1542 aufgehoben. Der letzte Prior, Thady O’Meara, der dieses Amt bereits zur Zeit des Machtwechsels hatte, behielt die Aufsicht über die ehemaligen Besitzungen, zu denen über die Kirche, ein Glockenturm, eine Wassermühle und über 600 Acre Landbesitz mitsamt 14 Pfarrhäusern gehörten. 1563 fiel der Besitz an Oliver Grace. In der katholisch bleibenden Familie blieb der Besitz nahezu unverändert über mehrere Generationen, bis sie durch die Rückeroberung Irlands durch Oliver Cromwell Mitte des 17. Jahrhunderts alles verloren. Das Gelände des Klosters kam dann in den Besitz von Daniel Abbott, einem Colonel aus Cromwells Armee. Es ging durch weitere Hände und im 19. Jahrhundert wurde ein Armenhaus auf dem ehemaligen Land des Klosters errichtet, dem 1938 ein Krankenhaus des County Tipperary folgte.